# Fate of Hellas
Fate of Hellas est un jeu vidéo de stratégie en temps réel développé par World Forge et publié par JoWood le 4 avril 2008. Le jeu est une extension stand-alone de Ancient Wars: Sparta incluant deux nouvelles campagnes permettant d’incarner les Spartiates et les Macédoniens,,.

## Accueil
| Fate of Hellas |      |       |
| Média          | Pays | Notes |
| Jeuxvideo.com  | FR   | 11/20 |
| Joystick       | FR   | 3/10  |